# パイタ焼き
パイタ焼き（パイタやき）は茨城県の郷土料理。サンマやイワシをミンチにして味噌とネギなどの薬味を入れたものを焼いた漁師料理。
千葉県の郷土料理であるなめろうを焼いたさんが焼きに似る。同様の郷土料理は日本各地にあり、茨城県ではサンマやイワシの漁獲量が多いため、これらが使用される。特に、那珂湊（現・ひたちなか市）ではサンマの漁獲量が多かったため、地域の家庭料理としても親しまれていた。サンマの漁獲量が減ってきて高額になってきたため、イワシで作ることも増えた。

## 名称について
「パイタ」とは「櫂の板（かいのいた）」が訛ったものとされ、かつては漁師が獲れた魚を櫂の平らな部分で叩いて作っていたことに由来する。